# マスジド・クルーセ

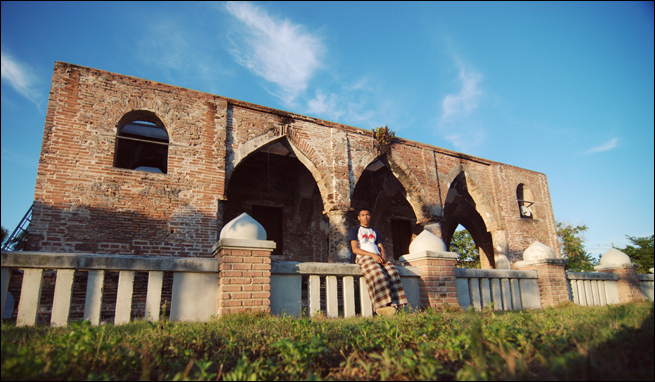
マスジド・クルーセ

マスジド・クルセ（Masjid Kruse, 英語: Kruse Mosque、マレー語: Masjid Kre-sek、タイ語:  มัสยิดกรือเซะ、クルッセ・モスク、マスジド・クルセックとも）はタイ・南部のパッターニー県・パッターニーにあるモスク。1578年から1580年の間に林道乾の命によって建設された。煉瓦造りの美しいモスクであるが2004年4月28日、深南部三県の同時多発テロにより損傷を受けた。
伝説では林道乾の妹の林姑娘が、林道乾を連れ戻しに来たとき、彼が中国に帰るのを拒否したとき建設中のモスクの横で首を釣って死んだが、そのときに林姑娘が「モスクは絶対に完成しない」と呪ったことにより、屋根は工事をしても必ず壊れるようになったという。ちなみに屋根は今でもない。
ただし、また違う話もある。パッターニーはもともとタイ政府に反感を持つマレー系住民が多く住んでいる。タイの観光局は前述の話のみを観光パンフレットに載せているが、このマレー系住民の中でも有識者は「これはモントン制導入時に、中央政府が軍事侵攻して来たときの衝突で壊れたものである」として、このパンフレットの内容の改変を求めている。なおタイ政府はこの要求に応じてはいない。このようにマスジド・クルーセは、歴史建造物のみならず、最近では政治的な意味合いを持つ場にもなった。
そのような政治的な意図とは関係なく、マスジド・クルーセは他のモスクと同じように平和なムスリム（イスラム教徒）の祈りの場であったが、2004年4月28日早朝にはマレー系の住民でタイ政府に反感を持つものが、ナイフやナタを手に持ってマスジド・クルーセを占拠したため、タイ政府は軍隊や警察を導入してこの集団を一掃し、一日で32人が死亡した。
同日、深南部三県の他の地域でもテロが多発していたが、マスジド・クルーセにおけるテロが最大規模であったため、このモスクは以降象徴的に扱われるようになった。
座標: 北緯6度52分23秒 東経101度18分11秒 / 北緯6.87306度 東経101.30306度